# Box-office Italie 1974-1975
Cet article traite du box-office de la saison cinématographique 1974-1975 en Italie.

## Les 20 premiers
Les films sont classés selon les recettes réelles de la Société italienne des auteurs et éditeurs (SIAE, Società Italiana degli Autori ed Editori), fournies par les volumes Platea in piedi exprimées en lires italiennes,,. Lorsque les données SIAE pour le nombre d'entrées ne sont pas disponibles, les recettes réelles ont été divisées par le prix moyen du billet à l'époque, estimé à 648,5 lires en 1974-75.
Pour certains titres étrangers, les données SIAE ne sont pas disponibles, la position dans le classement est obtenue sur la base des données disponibles auprès du Giornale dello spettacolo,.
| Rang | Titre                                                 | Pays                                       | Réalisateur                  | Recettes Italie (lires) | Entrées Italie |
| ---- | ----------------------------------------------------- | ------------------------------------------ | ---------------------------- | ----------------------- | -------------- |
| 1    | Fantozzi                                              | Drapeau de l'Italie                        | Luciano Salce                | 5 125 501 880           | 7 755 046      |
| 2    | Les Deux Missionnaires                                | Drapeau de l'Italie · Drapeau de la France | Franco Rossi                 | 4 833 540 000           | 7 918 397      |
| 3    | L'Exorciste                                           | Drapeau des États-Unis                     | William Friedkin             |                         | 7 500 000      |
| 4    | Histoire d'aimer                                      | Drapeau de l'Italie                        | Marcello Fondato             | 4 262 315 978           | 6 572 576      |
| 5    | Deux Grandes Gueules                                  | Drapeau de l'Italie · Drapeau de la France | Sergio Corbucci              | 3 826 209 000           | 5 900 090      |
| 6    | Romances et Confidences                               | Drapeau de l'Italie                        | Mario Monicelli              | 3 823 261 000           | 5 895 545      |
| 7    | La Tour infernale                                     | Drapeau des États-Unis                     | John Guillermin, Irwin Allen |                         |                |
| 8    | Paolo Barca, maestro elementare, praticamente nudista | Drapeau de l'Italie                        | Flavio Mogherini             | 3 713 544 791           | 5 726 360      |
| 9    | Les Frissons de l'angoisse                            | Drapeau de l'Italie                        | Dario Argento                | 3 709 723 306           | 5 720 467      |
| 10   | Fais vite avant que ma femme revienne !               | Drapeau de l'Italie                        | Adriano Celentano            | 3 693 703 011           | 5 695 764      |
| 11   | Vers un destin insolite sur les flots bleus de l'été  | Drapeau de l'Italie                        | Lina Wertmüller              | 3 660 367 000           | 5 644 359      |
| 12   | Le Cogneur                                            | Drapeau de l'Italie                        | Steno                        | 3 584 861 541           | 5 527 928      |
| 13   | Nous nous sommes tant aimés                           | Drapeau de l'Italie                        | Ettore Scola                 | 3 584 378 000           | 5 527 182      |
| 14   | Parfum de femme                                       | Drapeau de l'Italie                        | Dino Risi                    | 2 983 743 000           | 4 600 991      |
| 15   | Emmanuelle                                            | Drapeau de la France                       | Just Jaeckin                 |                         |                |
| 16   | La poliziotta                                         | Drapeau de l'Italie                        | Steno                        | 2 881 491 000           | 4 443 316      |
| 17   | Le Crime de l'Orient-Express                          | Drapeau du Royaume-Uni                     | Sidney Lumet                 |                         |                |
| 18   | Zorro                                                 | Drapeau de l'Italie · Drapeau de la France | Duccio Tessari               | 2 788 151 738           | 4 299 385      |
| 19   | Spéciale Première                                     | Drapeau des États-Unis                     | Billy Wilder                 |                         |                |
| 20   | Violence et Passion                                   | Drapeau de l'Italie · Drapeau de la France | Luchino Visconti             | 2 483 272 000           | 3 829 255      |